# Équipe de France de football aux Jeux olympiques d'été de 1996
L'équipe de France olympique de football participe à son 12e tournoi de football aux Jeux olympiques lors de l'édition de 1996 qui se tient en Atlanta aux États-Unis, du 20 juillet 1996 au 3 août 1996.

## Phase qualificative
La France est qualifiée pour les JO 1996 grâce à sa présence en demi-finale de l'Euro espoirs 1996.

## Tournoi olympique

### Tour préliminaire

#### Groupe B
| Classement final |                 |     |   |   |   |   |    |    |      |
|                  | Équipe          | Pts | J | G | N | P | BP | BC | Diff |
| 1                | France          | 7   | 3 | 2 | 1 | 0 | 5  | 2  | +3   |
| 2                | Espagne         | 7   | 3 | 2 | 1 | 0 | 5  | 3  | +2   |
| 3                | Australie       | 3   | 3 | 1 | 0 | 2 | 4  | 6  | -2   |
| 4                | Arabie saoudite | 0   | 3 | 0 | 0 | 3 | 2  | 5  | -3   |

| 20 juillet | France | 2 | 0 | Australie       |
| 22 juillet | France | 1 | 1 | Espagne         |
| 24 juillet | France | 2 | 1 | Arabie saoudite |

### Quart de finale
| 27 juillet 1996 | Portugal                        | 2 - 1   | France      | Orange Bowl, Miami                                 |                                                    |
| 18 h 00         | Capucho 7e · Calado 105e (pen.) | (1 - 1) | Maurice 49e | Spectateurs : 22 339 Arbitrage : Pierluigi Collina | Spectateurs : 22 339 Arbitrage : Pierluigi Collina |
| 18 h 00         | Rapport                         |         |             | Spectateurs : 22 339 Arbitrage : Pierluigi Collina | Spectateurs : 22 339 Arbitrage : Pierluigi Collina |

## Effectif
Dans sa première liste de 18 joueurs publiée en juin, Raymond Domenech a délibérément choisi de ne pas sélectionner de joueurs de plus de 23 ans, alors que le règlement l'y autorise. Seul Oumar Dieng (né en 1972) sera appelé au dernier moment pour pallier un des trois forfaits. 
Inclus dans la liste initiale, Patrick Vieira, Pierre-Yves André et Charles-Édouard Coridon participent au stage à Clairefontaine du 22 juin au 4 juillet, mais doivent déclarer forfait pour cause de blessure,,. Sylvain Legwinski et Antoine Sibierski sont appelés de dernière minute pour les remplacer. 
Stéphane Carnot, Christophe Sanchez et Christophe Revault sont inclus dans une liste de 22 joueurs publiée par la FIFA, mais ne participent pas au stage à Clairefontaine, et ne sont pas non plus dans le groupe qui s'envole le 7 juillet pour Atlanta.
| #          | Nom               | Club                  |
| Gardiens   | Gardiens          | Gardiens              |
| ---------- | ----------------- | --------------------- |
| 1          | Lionel Letizi     | OGC Nice              |
| 16         | Vincent Fernandez | Paris SG              |
| Défenseurs |                   |                       |
| 2          | Martin Djetou     | RC Strasbourg         |
| 3          | Jérôme Bonnissel  | Montpellier HSC       |
| 4          | Florent Laville   | Olympique lyonnais    |
| 5          | Patrick Moreau    | AS Saint-Étienne      |
| 12         | Geoffray Toyes    | Girondins de Bordeaux |
| 20         | Oumar Dieng       | Paris SG              |
| Milieux    |                   |                       |
| 7          | Claude Makélélé   | FC Nantes             |
| 8          | Vikash Dhorasoo   | Le Havre AC           |
| 10         | Antoine Sibierski | Lille OSC             |
| 11         | Robert Pirès      | FC Metz               |
| 13         | Vincent Candela   | EA Guingamp           |
| 14         | Olivier Dacourt   | RC Strasbourg         |
| 18         | Sylvain Legwinski | AS Monaco             |
| Attaquants |                   |                       |
| 9          | Florian Maurice   | Paris SG              |
| 15         | Tony Vairelles    | RC Lens               |
| 17         | Sylvain Wiltord   | Stade rennais         |
| Entraîneur |                   |                       |
|            | Raymond Domenech  |                       |